# Hilversum
Hilversum er en kommune og en by i Holland i provinsen Nordholland. Beliggende i regionen kaldet "'t Gooi", er det den største by i dette område. Byen er omgivet af hede, skove, enge, søer og mindre landsbyer. 

## Byen Hilversum
Hilversum ligger omtrent 30 km sydøst for Amsterdam og 25 km nord for Utrecht.
Byen kaldes ofte "medie-byen", da den er det primære center for radio- og fjernsynstransmission i Holland. Radio Holland, der har kunnet høres over hele verden via kortbølgeradio siden 1920'erne, har base her. Hilversum er hjemsted for et omfattende kompleks af lyd- og billedstudier tilhørende det nationale selskab NOB og ligeledes studier og kontorer for alle hollandske offentlige tv-selskaber samt mange kommercielle tv-produktionsselskaber.
Hilversum er ligeledes kendt for det arkitekturmæssigt vigtige "Raadhuis" (rådhus), designet af Willem Dudok (1884-1974).
Byen var vært for Eurovision Song Contest 1958.

## Eksterne links
- Hilversum lufthavn
- Hilversum Media Park

52°14′N 5°11′Ø / 52.23°N 5.18°Ø